# Crisis política en Ecuador de 1996 - 1997
La crisis política en Ecuador de 1996 - 1997 fueron una serie de manifestaciones sociales y públicas comandadas por el presidente del congreso ecuatoriano Fabián Alarcón junto a los líderes de la oposición, el abogado Jaime Nebot y el expresidente Rodrigo Borja,en respuesta a los escándalos de corrupción, malversación de fondos y nepotismo del presidente Abdalá Bucaram. Tuvieron lugar en noviembre de 1996 y culminaron el 11 de febrero de 1997 con la destitución de Abdalá Bucaram, la vicepresidenta Rosalía Arteaga y sus ministros, y con la posición de Fabián Alarcón como presidente de la república del Ecuador.

## Antecedentes
El abogado guayaquileño de ascendencia libanesa Abdalá Bucaram entra a la política tras el retorno de la democracia al Ecuador con el fin de los gobiernos militaristas de José Velasco Ibarra, Guillermo Rodríguez Lara y el triunvirato militar de Alfredo Poveda, de la mano de su tío Assad Bucaram y del presidente Jaime Roldós Aguilera, esposo de su hermana Martha Bucaram. En la administración de Jaime Roldós es nombrado intendente de policía de Guayaquil, pero con la muerte de su cuñado, se distanció del gobierno del presidente Osvaldo Hurtado. Siendo parte de la oposición, y usando la imagen de Jaime Roldós, fundó el Partido Roldosista Ecuatoriano (PRE), con el que ganó las elecciones de Guayaquil de 1984. En una administración efímera fue acusado de abuso de autoridad y extorciones, se autoexiliaría en Panamá tras ser destituido por el presidente León Febres-Cordero tras insultar a las Fuerzas Armadas.
Regresaría al Ecuador tras un acuerdo político entre el PRE y el partido del presidente Febres-Cordero, el Partido Social Cristiano (PSC). En 1988 bajo un discurso populista denominado como La Fuerza de los Pobres, se postuló para las elecciones presidenciales llegando a la segunda vuelta, pero fue derrotado por Rodrigo Borja. Nuevamente se autoexilia a Panamá tras la reactivación de sus denuncias. En 1991, tras un nuevo acuerdo entre PSC y el PRE es absuelto de los cargos.Regresó al Ecuador en 1992 para candidatearse en las elecciones presidenciales, pero no alcanzó el escrutinio para la segunda vuelta, quedando en tercer lugar, por detrás del abogado Jaime Nebot y el arquitecto Sixto Durán-Ballén.

Mapa electoral de la segunda vuelta presidencial de 1996.

Para el año 1996 nuevamente se vuelve a postular en las elecciones presidenciales, esta vez bajo un discurso que si bien se mantuvo enérgico, fue más pacífico y de unión, en comparación de sus campañas anteriores. En alianza con el Movimiento Independiente para una República Auténtica (MIRA), recibió el apoyo electoral no oficial del Frente Radical Alfarista (FRA), la Concentración de Fuerzas Populares (CFP) e Izquierda Democrática (ID). Si bien en la primera vuelta las encuestas daban como ganador directo a Jaime Nebot, tanto Nebot como Bucaram quedaron bajo un margen mínimo de votos en la primera vuelta. En la segunda vuelta, Bucaram consolidó el apoyo de varios partidos de izquierda, centro o derecha como Pachakutik, Democracia Popular (DP), Acción Popular Revolucionaria Ecuatoriana (APRE) y el Partido Unidad Republicana (PUR), partido oficialista de Sixto Durán-Ballén. Recurrió al uso de mítines masivos en los sectores pobres del país durante su campaña. El 7 de julio de 1996 Bucaram ganó la presidencia de la república al obtener el 54.47% de votos superando a Nebot, quien obtuvo un 45.53%.

## Desarrollo
El abogado Abdalá Bucaram sería posicionado como presidente el 10 de agosto de 1996 tras triunfar en las elecciones presidenciales contra Jaime Nebot. A pesar de que en su campaña electoral prometió un ajuste económico enfocado en un plan social, la vivienda para los sectores populares y restablecer las relaciones internacionales con Perú,su forma de gobierno fue demasiado informal, realizando las reuniones de su gabinete en diferentes ciudades del país. Se negó a vivir en el Palacio de Carondelet con el argumento que estaba poseído por fantasmas, y fue usado como salón de fiestas por parte de sus legisladores. Además, nombró a sus familiares y amigos cercanos en los puestos públicos del gobierno. Sus hijos Abdalá Bucaram Jr. y Jacobo Bucaram se hicieron cargo de las aduanas, sus hermanos Santiago Bucaram Ortiz se hizo cargo de la administración pública del Palacio de Carondelet y Adolfo Bucaram en el ministerio de bienestar social.Su excompañero de fórmula durante la campaña de 1988 Hugo Caicedo fue nombrado embajador del Ecuador, y usaba a un grupo de guardaespaldas denominados como Los Pepudos.La administración de su gabinete generó controversias con su ministro de energía Alfredo Adum que protagonizó múltiples altercados y denuncias con la prensa,su ministra de educación Sandra Correa fue acusada de cometer plagio en una tesis como de falsificar su título de PhD por la Universidad Central del Ecuador, mismo caso con sus ministros Galo León Franco, Vicente Estrada, Pablo Concha y Hugo Encalada Mora con varios diputados, periodistas o empleados públicos.
La popularidad del presidente Abdalá Bucaram que habría iniciado con el casi 59% de favoritismo durante su campaña electoral cayó abruptamente a los tres meses de su gobierno,la población repudió el accionar del presidente Abdalá Bucaram al realizar frecuentemente conciertos con la banda uruguaya los Iracundos,apariciones en programas de farándulas de televisión y en restaurantes,sus propuestas de campaña como el Plan Vivienda Un solo Toque, que recibió críticas por mala administración para la construcción de viviendas urbanas aparte que dicho plan no fue cumplido a nivel nacional, los escándalos en su administración no cesaron su plan de alimentación popular con la leche popular denominada Abdalact y el proyecto Mochila escolar,los cuales fueron objetos de denuncias de corrupción como de desaparición de fondos. A los tres meses de su mandato los movimientos que previamente le habían brindado su apoyo en las elecciones contra Jaime Nebot, como Pachakutik, la Izquierda Democrática, el FRA, el CFP y la Democracia Popular se desvincularon totalmente de su mandato por las constates ataques de sus ministros a la prensa, el favoritismo que daba solo a los políticos a fines al PRE, la conducta del presidente y el incumplimiento de campaña que llevó a que el descontento de la población creciera.
La oposición encabezada principal por el PSC de la mano del alcalde de Guayaquil, el expresidente León Febres Cordero y el excandidato a la presidencia Jaime Nebot, no se habían pronunciado en un inicio hasta la presentación del plan económico roldosista. En este plan económico realizado por su colaborador económico el economista argentino Domingo Cávallo, el presidente Abdalá Bucaram presentó una serie de reformas donde se asentaba la convertibilidad de cuatro sucres por el dólar americano, sumado a un paquetazo económico que además de eliminar el subsidio del gas y de la gasolina, aumentaba el costo en las tarifas de luz, agua y teléfono,estas medidas económicas le ganaron duras críticas de varios políticos, entre ellos el expresidente Rodrigo Borja, el abogado Ricardo Noboa, el empresario Álvaro Noboa, el abogado Jaime Hurtado y de su propia vicepresidenta Rosalía Arteaga.
En noviembre de 1996 las denuncias en contra de sus ministros Alfredo Adum y Sandra Correa llevó a que todas las fuerzas políticas del país de la izquierda, centro y derecha se opusieran en contra tanto del presidente como del partido oficialista,al tratar de llevarlos a juicio político en el Congreso Nacional.  Iniciando el año 1997, el presidente Abdalá Bucaram contaba con un fuerte descontento de la población y la oposición del Congreso Nacional, que se negaba a tramitar su plan económico; a pesar de esto, el presidente Abdalá Bucaram, ignorando la situación del país, se negó a cambiar su plan de gobierno y propuso la realización de una consulta popular en la que se aprueba sus medidas económicas, los ataques a la prensa y de sus propios ministros en contra de la vicepresidenta Rosalía Arteaga, provocaron que la población y los sindicatos de mujeres hicieran plantones en contra del gobierno. El 3 de enero de 1997 en el local de FETRAPEC se reunieron los expresidentes Osvaldo Hurtado y Rodrigo Borja con los excandidatos a la presidencia de 1996 Jaime Nebot, Freddy Ehlers, Rodrigo Paz, Juan José Castelló, Ricardo Noboa y José Gallardo, donde en mutuo acuerdo firmaron una petición al presidente del congreso Fabián Alarcón para destituir al presidente Abdalá Bucaram, del mismo modo convocaron a la población a manifestarse en contra del gobierno.
El llamado de los líderes de la oposición y el descontento de la población se hizo presente con manifestaciones el 5 de febrero de 1997 en varias ciudades del país, rechazando las medidas económicas, la eliminación del subsidio al gas y reclamaban la salida del presidente, del mismo modo el expresidente de la Conaie Luis Macas junto a los gremios de transportistas y de trabajadores convocaron un paro cívico nacional en contra del gobierno de Abdalá Bucaram,los pueblos de las nacionalidades indígenas se unieron a las movilizaciones el 5 de febrero bloqueando las carreteras y tomaron el control de algunas iglesias. La credibilidad del gobierno se vería nuevamente golpeada cuando el embajador de Estados Unidos, Leslie Alexander, en un comunicado dio a conocer que el gobierno de Abdalá Bucaram habían extorsionado a varios empresarios americanos, y que implicaba la ruptura de relaciones comerciales con Estados Unidos, en la ciudad de Quito el alcalde de Quito Jamil Mahuad aglutinó a todos los movimientos y manifestaciones sociales en rechazo al presidente. Minimizando el accionar de los manifestantes, el presidente Abdalá Bucaram felicitó a los trabajadores que no se unieron a las manifestaciones. El presidente permaneció en el Palacio de Carondelet contando con el apoyo de las Fuerzas Armadas y la Policía Nacional controlando las avenidas cercanas al Palacio de Gobierno.

Mapa de votación de la designación de Fabián Alarcón como presidente interino: 44 a favor, 34 en contra, 2 abstenciones, 2 ausentes

Durante el 5 de febrero en el Palacio Legislativo del Congreso Nacional los líderes de la oposición, el alcalde de Quito de Jamil Mahuad, el abogado León Roldós y el expresidente Sixto Durán Ballen, junto con el presidente del congreso Fabián Alarcón, solicitaron al  congreso que llevara a juicio político al presidente. Esto llevó a que el presidente del congreso Fabián Alarcón ordenara a todos los diputados del parlamento la reunión inmediata en el Congreso Nacional para el día 6 de febrero de 1997,para ese día se realizó una reunión donde por pedido del diputado social cristiano Franklin Verduga, se presentó una moción para destituir al presidente alegando que Abdalá Bucaram presentaba una incapacidad mental para gobernar,dicha moción fue aceptada por el Congreso Nacional a pesar de los intentos del partido oficialista comandados por el hermano del presidente y diputado roldosista Jacobo Bucaram,con 44 votos a favor y 34 en contra, se destituyó al presidente y se nombró como presidente interino a Fabián Alarcón,en un intento de apaciguar la crisis, el presidente de Abdalá Bucaram modificó las medidas económicas de su gobierno, pero se enteraría a último momento del acuerdo que lo destituía del cargo, poniendo fin a su mandato como presidente y dando paso al suceso conocido como la noche de los tres presidentes.
Los diputados presentes en la sesión del pleno que votaron a favor de declarar la incapacidad mental de Bucaram fueron:
- César Acosta Vásquez (PSC)
- Walter Andrade Fajardo (PSC)
- Guillermo Borja Farah (PSC)
- Simón Bustamante Vera (PSC)
- Pío Osvaldo Cueva (PSC)
- Rafael Cuesta Caputti (PSC)
- Luis Chiriboga Acosta (PSC)
- Hoover Encalada Erráez (PSC)
- Marco Flores Troncoso (PSC)
- Heinert Gonzabay Pérez (PSC)
- Susana González de Vega (PSC)
- Odette Haboud de Salcedo (PSC)
- Fernando Madera Erazo (PSC)
- Tito Nilton Mendoza (PSC)
- Heinz Moeller Freile (PSC)
- Milton Ordóñez Gárate (PSC)
- Álvaro Pérez Intriago (PSC)
- Enrique Ponce Luque (PSC)
- Isidro Romero Carbo (PSC)
- Mauricio Salem Mendoza (PSC)
- Carlos Saud Saud (PSC)
- Alfredo Serrano Valladares (PSC)
- Gilberto Vaca García (PSC)
- Franklin Verduga Vélez (PSC)
- Gabriel Alegría Calero (DP)
- José Cordero Acosta (DP)
- Richard Guillén Zambrano (DP)
- Estuardo Hidalgo Bifarini (DP)
- Fernando Rodríguez Paredes (DP)
- Carlos Vallejo López (DP)
- Alexandra Vela Puga (DP)
- César Verduga Vélez (DP)
- Raúl Baca Carbo (ID)
- Marco Landázuri Romo (ID)
- Leonidas Iza Quinatoa (PK)
- Miguel López Moreno (PK)
- Miguel Lluco Tigze (PK)
- Luis Macas Ambuludi (PK)
- Marcelino Ordóñez Pesantes (alterno de Rosendo Rojas) (PK)
- Napoleón Saltos Galarza (PK)
- Wilson Merino Machado (FRA)
- Fabián Alarcón Rivera (FRA)
- Raúl Tello Benalcázar (MPD)
- Gustavo Terán Acosta (MPD)

## Desenlace
El anuncio hecho por el congreso provocó la conocida noche de los tres presidentes; Abdalá Bucaram desconociendo las acciones hechas por el Congreso Nacional decidió mantenerse en el Palacio de Carondelet, aseverando qué fue la población quien lo eligió como presidente del Ecuador en las elecciones de 1996. La noticia llevó a que todos sus ministros, entre ellos familiares de Abdalá Bucaram, anunciaran la renuncia a sus respectivos cargos. Por su parte en el congreso sus hermanos Santiago Bucaram, Jacobo Bucaram junto a los diputados del PRE buscaban revertir la decisión tomada por el Congreso Nacional manifestando que la declaración de que Abdalá Bucaram se encontraba mentalmente incompetente e incapaz para gobernar fue echa sin un análisis médico y violando los artículos legales de la Constitución de Ecuador de 1979. Sin embargo, eso no detuvo a los demás diputados de la oposición quienes designaron a Fabián Alarcón como presidente.Tras la votación que destituyó a Abdalá Bucaram, el presidente legislativo Fabián Alarcón fue posicionado como mandatario. El anuncio llevó a que los manifestantes que se encontraban en el centro histórico de Quito intentaran tomar el Palacio de Carondelet ante la negativa de Abdalá Bucaram de abandonar el poder, sin embargo, serían impedidos de pasar por las Fuerzas Armadas y la Policía Nacional que lanzaron gases lacrimógenos dispersando a los manifestantes. El 7 de febrero de 1997 el Ecuador amaneció con tres presidentes: Fabián Alarcón posesionado como presidente interino,Abdalá Bucaram destituido del cargo que desconocía el dictamen, y Rosalía Arteaga la sucesora del presidente, los tres se declinaban a dejar el poder, en el mismo día Fabián Alarcón con el apoyo de los líderes de la oposición Jaime Nebot y Rodrigo Borja acompañados por los manifestantes intentaron llegar al Palacio de Carondelet, sin embargo serían impedidos de entrar al palacio cuando un tanque cisterna lanzó gases lacrimógenos en las calles al pie de la Plaza de San Francisco.
Las Fuerzas Armadas que en un principio le habían brindado su apoyo a Abdalá Bucaram, el mismo 7 de febrero de 1997 en cadena nacional el Comandante en Jefe el general Paco Moncayo manifestó que se mantenían en un punto de vista neutral a la decisión tomada por el congreso y la situación del país. La población a pesar de los actos represivos de la policía se atrincheró en la iglesia de San Francisco. El mismo día 7 de febrero sus edecanes entre ellos al coronel Lucio Gutiérrez junto a las Fuerzas Armadas y la Policía Nacional informaron que le quitaban el apoyo a Abdalá Bucaram quien junto a su comitiva, el general Frank Vargas Pazzos y su exministro de defensa Víctor Manuel Bayas escaparon de la ciudad de Quito a Guayaquil, donde en una rueda de prensa en Guayaquil desconocía la posición de Fabián Alarcón, Rosalía Arteaga y de los diputados del congreso, asegurando que iba volver a tomar el poder de la presidencia. Para el 8 de febrero de 1997, tras perder el apoyo de los militares, Abdalá Bucaram informó que abandonaba el Ecuador rumbo a Panamá, buscando apoyo internacional para remediar la crisis del país siendo visto huir en una avioneta con costales que llevaban dinero,En ese mismo día en un intento de remediar la crisis presidencial las Fuerzas Armadas resolvieron junto al congreso nacional que el presidente del legislativo Fabián Alarcón nombrado como presidente interino, debía abandonar el cargo de presidente y dejarlo al congreso. El 9 de febrero de 1997 el congreso ahora presidido por el diputado Franco Romero tomó la decisión de que la presidencia debía ser asumida por la vicepresidenta Rosalía Arteaga. Al asumir el poder Rosalía Arteaga ahora como presidenta del Ecuador decidió nombrar su gabinete presidencial y realizar un reforma constitucional a la constitución de 1979 para establecer la sucesión presidencial,sin embargo Rosalía Arteaga solo gobernaría hasta el 11 de febrero de 1997 cuando el congreso se autoconvocó donde designaron nuevamente a Fabián Alarcón como presidente interino teniendo el apoyo de las Fuerzas Armadas y las instituciones del Estado, impidiéndole el paso a Rosalía Arteaga, quien rechazó las acciones tomadas por el congreso, pero por las presiones de las Fuerzas Armadas y el rechazo del congreso, Rosalía Arteaga renunció a su cargo dejando libre la designación de Fabián Alarcón,culminando la crisis suscitada por el mandato de Abdalá Bucaram durante casi 6 meses de gobierno. Fabián Alarcón como presidente del Ecuador designó nuevas autoridades ministeriales y realizó un referéndum en 1997, donde modificó la constitución de 1979 redactando la constitución de 1998. Tras la salida de Abdalá Bucaram del país se levantarían juicios en contra de su administración y malversación de fondos, motivo por el cual pidió asilo en Panamá hasta 2017.